# Carry Out
"Carry Out" é uma canção do cantor e produtor musical, Timbaland, para o seu terceiro álbum de estúdio Timbaland Presents Shock Value II. Conta com a participação vocal do cantor Justin Timberlake

## Posições
| Chart (2009–2010)                | Melhor posição |
| -------------------------------- | -------------- |
| Australian ARIA Singles Chart    | 58             |
| Canadian Hot 100                 | 7              |
| Danish Dance Chart               | 30             |
| Países Baixos (Dutch Top 40)     | 19             |
| Eurochart Hot 100                | 22             |
| Irish Singles Chart              | 3              |
| New Zealand Singles Chart        | 15             |
| UK Singles Chart                 | 6              |
| UK R&B Chart                     | 4              |
| US Billboard Hot 100             | 11             |
| US Mainstream Top 40 (Pop Songs) | 8              |

## Créditos
Todo o processo de elaboração da canção atribui os seguintes créditos pessoais:
- Composição – Timothy Mosley, Timothy Clayton, Jerome Harmon, Justin Timberlake, Jim Beanz
- Produção - Timbaland, Jerome "Jroc" Harmon
- Gravação – Demacio "Demo" Castellon, Chris Godbey
- Mixagem – Demacio "Demo" Castellon, Chris Kasych, Brian Morton
- Produção vocal e vocal adicional –
- Assistente de gravação – Demacio "Demo" Castellon for The Demolition Crew
- Guitarra – Mike Hartnett

## Histórico de lançamento
"Carry Out" começou a ser reproduzida nas rádios norte-americanas em 1 de dezembro de 2009. Digitalmente, foi disponibilizada na iTunes Store em 22 de abril de 2010 em formato de extended play (EP) digital de três remisturas e uma versão acústica a partir da original. No Reino Unido e na Alemanha, foi editado um CD single de duas faixas.
| País           | Data                   | Formato                | Editora discográfica            |
| -------------- | ---------------------- | ---------------------- | ------------------------------- |
| Estados Unidos | 1 de dezembro de 2009  | Contemporary hit radio | Interscope, Blackground, Mosley |
| Argentina      | 22 de dezembro de 2009 | Digital EP             | Interscope, Blackground         |
| Austrália      | 22 de dezembro de 2009 | Digital EP             | Interscope, Blackground         |
| Áustria        | 22 de dezembro de 2009 | Digital EP             | Interscope, Blackground         |
| Brasil         | 22 de dezembro de 2009 | Digital EP             | Interscope, Blackground         |
| Finlândia      | 22 de dezembro de 2009 | Digital EP             | Interscope, Blackground         |
| Irlanda        | 22 de dezembro de 2009 | Digital EP             | Interscope, Blackground         |
| Nova Zelândia  | 22 de dezembro de 2009 | Digital EP             | Interscope, Blackground         |
| Noruega        | 22 de dezembro de 2009 | Digital EP             | Interscope, Blackground         |
| Suécia         | 22 de dezembro de 2009 | Digital EP             | Interscope, Blackground         |
| Reino Unido    | 22 de dezembro de 2009 | Digital EP             | Interscope, Blackground         |
| Reino Unido    | 26 de abril de 2010    | CD single              | Polydor                         |
| Alemanha       | 28 de maio de 2010     | CD single              | Universal Music Group           |